# Metropolregion Chattanooga
Die Metropolregion Chattanooga (engl.: Chattanooga metropolitan area) ist eine Metropolregion in den US-Bundesstaaten Georgia und Tennessee. Sie stellt eine durch das Office of Management and Budget definierte Metropolitan Statistical Area (MSA) dar und wird von der Behörde offiziell als Chattanooga, TN-GA Metropolitan Statistical Area bezeichnet.
Die Region umfasst die Countys Catoosa, Dade und Walker (Georgia) sowie Hamilton, Marion und Sequatchie (Tennessee). Den Mittelpunkt des Gebietes stellt die Stadt Chattanooga dar.
Zum Zeitpunkt der Volkszählung von 2020 hatte das Gebiet 562.647 Einwohner.